# Worton (Maryland)
Worton est une census-designated place située dans le comté de Kent, dans l’État du Maryland, aux États-Unis. Lors du recensement de 2020, elle comptait 214 habitants.